# Ilie Sârbu
Ilie Sârbu (n. 26 mai 1950, Obreja, România) este un politician român, de profesie preot ortodox. Între 2000-2004 a fost ministru al agriculturii în guvernul Năstase (PSD). În legislatura 2004-2008 a fost senator de Timiș din partea PSD. În perioada octombrie-decembrie 2008, în urma demisiei lui Nicolae Văcăroiu, a fost președinte al Senatului României. La alegerile legislative din 2008 a obținut un nou mandat de senator de Timiș. În data de 22 decembrie 2008 a fost învestit în funcția de ministru al agriculturii în primul guvern Boc (PD-PSD), funcție pe care a deținut-o până la 1 octombrie 2009.
Este tatăl euro-deputatei Daciana Sârbu (PSD), căsătorită cu fostul premier Victor Ponta (PSD).

## Specializări
Licențiat în teologie și științe economice, Ilie Sârbu devine, în 1976, profesor la Seminarul Teologic din Caransebeș, ca în 1978 să ajungă director al acestei instituții. După o perioadă de 3 ani ocupă funcția de consilier economic la Mitropolia Banatului, ca apoi, după 10 ani, să desfășoare activități în domeniul comerțului, agriculturii și morăritului.  
Devenit membru al PSD (atunci PDSR) în 1993, cariera sa politică este una cât se poate de complexă. A ocupat o vastă gamă de funcții, atât în partid cât și în stat. De la purtător de cuvânt și vicepreședinte al organizației locale a partidului, în 2000 devine președinte al Consiliului Județean Timiș și vicepreședinte al Forumului Președinților Consiliilor Județene al PDSR.  
În 2001 este ales membru al Consiliului Național PDSR și membru al Biroului Coordonator Central al noului PSD pentru ca, în același an, să accepte, la cererea partidului, numirea ca ministru al Agriculturii, Pădurilor și Dezvoltării Rurale, funcție din care reușește să încheie în timp foarte scurt unul din capitolele cele mai dificile de negociere în vederea aderării României la Uniunea Europeană.  
Reîntors în Banat devine, în 2004, președintele filialei județene a PSD Timiș pentru ca, în 2005, să fie ales vicepreședinte al partidului la nivel național, responsabil cu agricultura, silvicultura și dezvoltarea rurală.  
S-a implicat în proiecte și programe politice cunoscute - oferta pentru alegerile europarlamentare din 2007, capitolul agricultură, oferta de guvernare a PSD 2008-2012, capitolul agricultură și dezvoltare rurală. A elaborat, împreună cu specialiștii PSD, materiale informative pentru agricultorii români privind adaptarea agriculturii românești la cerințele europene – ”Îndrumar de politici și finanțare agricolă -pentru o agricultură modernă europeană” februarie 2007, ”Sat românesc, sat european” 2007, ”Satul românesc în Europa – întrebări la care răspundem” 2007, ”Soluții social-democrate pentru problemele agriculturii 2008-2012” prezentate în cadrul Dialogurilor Naționale - Forumul Național al Agricultorilor, Alexandria, august 2008.  
Din 2004 Ilie Sârbu este senator al circumscripției electorale nr. 37 Timiș și continuă eforturile pentru rezolvarea problemelor agriculturii românești printr-o serie vastă de inițiative legislative și prin poziția de membru al Comisiei de Agricultură, Silvicultură și Dezvoltare Rurală. În Senat cunoaște o ascensiune rapidă, devenind în 2006 Secretar al Senatului și Membru al Biroului Permanent ca apoi, în urma demisiei Președintelui Nicolae Văcăroiu, Ilie Sârbu să fie ales Președinte al Senatului României, pe data de 28 octombrie 2008. Totodată, la alegerile parlamentare din noiembrie 2008, domnul Ilie Sârbu câștigă un al doilea mandat de senator în Colegiul nr. 4, circumscripția electorală nr. 37 Timiș. În septembrie 2010 ajunge liderul Grupului Parlamentar PSD din Senat.  
Mandatul său de Președinte al Senatului însă, este unul scurt, pe 23 decembrie, ca rezultat al coaliției dintre alianța PSD+PC și PD-L, devine membru al Guvernului României, preluând pentru a doua oară portofoliul Ministerului Agriculturii, Pădurilor și Dezvoltării Rurale.  
În calitate de ministru, mandat ce încetează la 1 octombrie 2009, Ilie Sârbu a reușit îndeplinirea obiectivelor principale propuse, din care amintim mărirea substanțială a fondurilor europene accesate (circa 1,15 miliarde euro), plata în primul trimestru a restanțelor lăsate de fostul guvern (peste 1,2 miliarde lei subvenții aferente anului 2008) și reorganizarea și îndreptarea  preocupărilor administrației publice locale pentru agricultori.  
În momentul de față domnul Ilie Sârbu este la al treilea mandat de senator (2012 – 2016), ocupând funcția de lider al Grupului Parlamentar al Partidului Social Democrat din anul 2010. Din 20 decembrie 2012 este membru al Comisiei pentru apărare, ordine publică și siguranță națională și vicepreședinte al Comisiei speciale a Camerei Deputaților și Senatului pentru exercitarea controlului parlamentar asupra Serviciului de Informații Externe.  
Împătimit vânător, Ilie Sârbu este președintele filialei A.J.V.P.S. Timiș și membru al Biroului Executiv  A.G.V.P.S. România.

## Activitatea profesională
În 1976 Ilie Sârbu a devenit profesor la Seminarul Teologic din Caransebeș. În 1978 a fost numit director al acestei instituții. După o perioadă de 3 ani a ocupat funcția de consilier economic la Mitropolia Banatului, ca apoi, după 10 ani, să desfășoare activități în domeniul comerțului, agriculturii și morăritului.
În 1993 a devenit membru al PDSR, formațiunea lui Ion Iliescu. A ocupat mai multe funcții, atât în partid cât și în stat. De la purtător de cuvânt și vicepreședinte al organizației locale a partidului, în 2000 devine președinte al Consiliului Județean Timiș și vicepreședinte al Forumului Președinților Consiliilor Județene al PDSR.
În 2001 este ales membru al Consiliului Național PDSR și Membru al Biroului Coordonator Central al noului PSD pentru ca, în același an, să accepte, la cererea partidului, numirea ca Ministru al Agriculturii, Pădurilor și Dezvoltării Rurale, funcție din care reușește să încheie în timp foarte scurt unul din capitolele cele mai dificile de negociere în vederea aderării României la Uniunea Europeană.
Reîntors în Banat devine, în 2004, președintele filialei județene a PSD Timiș pentru ca, în 2005, să fie ales vicepreședinte al partidului la nivel național, responsabil cu Agricultura, Silvicultura și Dezvoltarea Rurală.
S-a implicat în proiecte și programe politice cunoscute - oferta pentru alegerile europarlamentare din 2007, capitolul agricultură, oferta de guvernare a PSD 2008-2012, capitolul agricultură și dezvoltare rurală. A elaborat, împreună cu specialiștii PSD, materiale informative pentru agricultorii români privind adaptarea agriculturii românești la cerințele europene – ”Îndrumar de politici și finanțare agricolă -pentru o agricultură modernă europeană” februarie 2007, ”Sat românesc, sat european” 2007, ”Satul românesc în Europa – întrebări la care răspundem” 2007, ”Soluții social-democrate pentru problemele agriculturii 2008-2012” prezentate în cadrul Dialogurilor Naționale - Forumul Național al Agricultorilor, Alexandria, august 2008.
Din 2004 Ilie Sârbu este senator al circumscripției electorale nr. 37 Timiș și membru al Comisiei de Agricultură, Silvicultură și Dezvoltare Rurală. În Senat cunoaște o ascensiune rapidă, devenind în 2006 secretar al Senatului și membru al Biroului Permanent. În urma demisiei lui Nicolae Văcăroiu, Ilie Sârbu a fost ales președinte al Senatului României, pe data de 28 octombrie 2008.
În 2015, a demisionat din Senat pentru a activa la Curtea de Conturi.

## Accidentul de vânătoare din 2003
În data de 27 decembrie 2003 a suferit un accident de vânătoare fiind împușcat în posterior.

## Activitatea politică
- 2005 - Vicepreședinte PSD
- 2004 - Președinte PSD Timiș
- 2004 - Membru Biroul Coordonator Central al PSD
- 2001 - Membru Biroul Executiv Central al PSD
- 1998 - Vicepreședinte Organizația Timiș a PDSR
- 1993 - Membru în Organizația Timiș a PDSR

## Critici
A apărut în acționariatul unei companii amendate cu 100.000 de lei pentru distrugerea unui râu din județul Argeș, dezastru provocat de microhidrocentrale.

## Acuzații de corupție
La data de 15 octombrie 2014, Direcția Națională Anticorupție a dispus începerea urmăririi penale față de Ilie Sârbu sub învinuirea de folosirea influenței, având funcție de conducere a unui partid, pentru obținerea de foloase necuvenite și sprijinirea unui grup infracțional. 
Ilie Sârbu, alături de alți suspecți, a susținut retrocedarea ilegală a unei mari suprafețe de teren forestier provocând la schimb o daună statului român, reprezentat prin Regia Națională a Pădurilor ROMSILVA, de peste 300 milioane euro.
În 2018, procurorii DNA au dispus clasarea dosarului față de Ilie Sârbu, pe motiv că nu există probe că a săvârșit infracțiunea, potrivit comunicatului DNA: „Din analiza probatoriului a rezultat că nu există probe suficiente care să susțină săvârșirea de către persoana respectivă a infracțiunilor de folosire a influenței de către o persoană care îndeplinește o funcție de conducere într-un partid în scopul obținerii pentru sine sau pentru altul de foloase necuvenite și sprijinirea unui grup infracțional organizat”.
Înalta Curte de Casație și Justiție a dispus în noiembrie 2023 încetarea procesului penal împotriva inculpaților din dosarul retrocedărilor ilegale de păduri de la Romsilva, pe motiv că faptele de care erau acuzați aceștia s-au prescris.